# Пайн-Ейр (Флорида)
Пайн-Ейр (англ. Pine Air) — переписна місцевість (CDP) в США, в окрузі Палм-Біч штату Флорида. Населення — 2190 осіб (2020).

## Географія
Пайн-Ейр розташований за координатами 26°39′32″ пн. ш. 80°6′26″ зх. д. / 26.65889° пн. ш. 80.10722° зх. д. (26.658804, -80.107253).  За даними Бюро перепису населення США в 2010 році переписна місцевість мала площу 0,84 км², уся площа — суходіл.

## Демографія
Згідно з переписом 2010 року, у переписній місцевості мешкали 2024 особи в 631 домогосподарстві у складі 471 родини. Густота населення становила 2411 осіб/км².  Було 697 помешкань (830/км²).
Расовий склад населення:
| - 74,4 % — білих - 8,8 % — чорних або афроамериканців - 1,5 % — азіатів - 0,3 % — корінних американців - 12,0 % — осіб інших рас |

До двох чи більше рас належало 2,9 %. Частка іспаномовних становила 61,8 % від усіх жителів.
За віковим діапазоном населення розподілялося таким чином: 28,9 % — особи молодші 18 років, 64,3 % — особи у віці 18—64 років, 6,8 % — особи у віці 65 років та старші. Медіана віку мешканця становила 32,7 року. На 100 осіб жіночої статі у переписній місцевості припадало 110,0 чоловіків;  на 100 жінок у віці від 18 років та старших — 110,1 чоловіків також старших 18 років.
Середній дохід на одне домашнє господарство  становив 47 714 долари США (медіана — 41 144), а середній дохід на одну сім'ю — 39 155 доларів (медіана — 37 241). За межею бідності перебувало 20,1 % осіб, у тому числі 44,1 % дітей у віці до 18 років та 20,9 % осіб у віці 65 років та старших.
Цивільне працевлаштоване населення становило 1274 особи. Основні галузі зайнятості: роздрібна торгівля — 16,8 %, освіта, охорона здоров'я та соціальна допомога — 16,2 %, будівництво — 14,2 %, транспорт — 12,9 %.